# 園芸農業

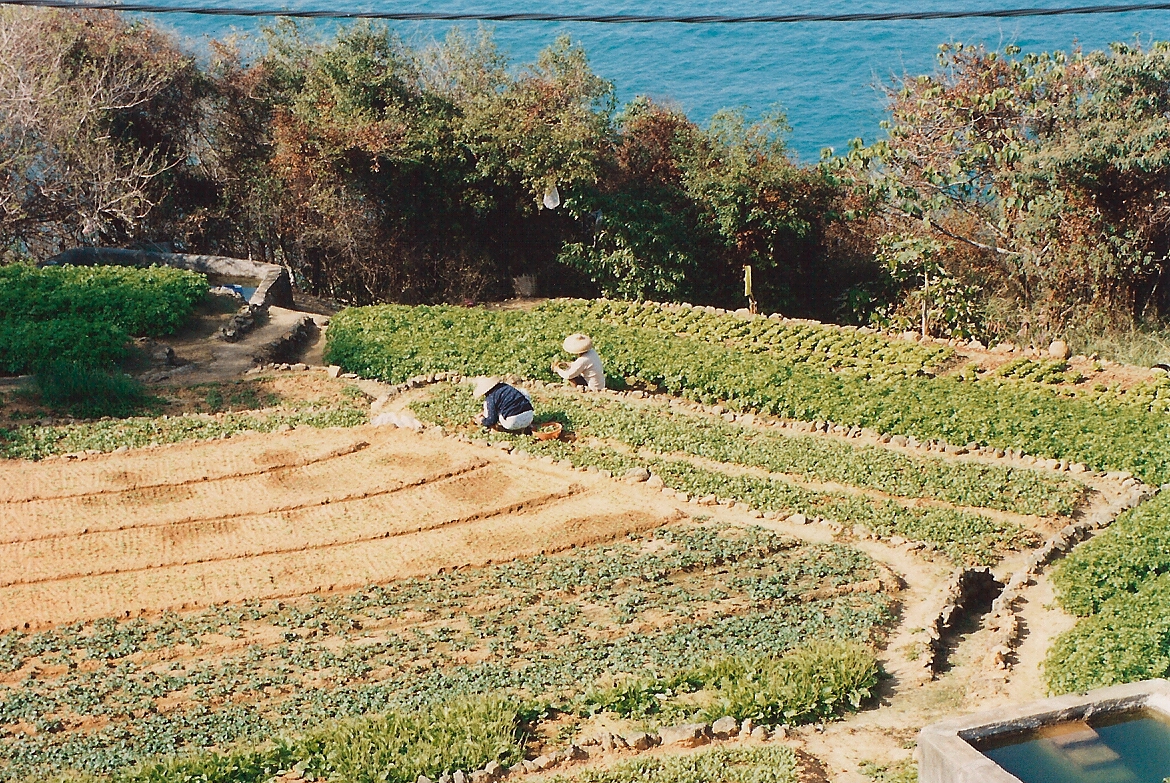
農作物の需要が高い香港市場へ向けた園芸農業の様子

園芸農業（えんげいのうぎょう）とは、需要の高い都市市場への出荷を目的とした農業。野菜（蔬菜）、観賞用の花、果物、庭木などを栽培し、新鮮なものを市場に提供することを目的として行われる。鮮度の高いものほど商品価値が高いので、輸送の制約が大きい。他にも促成栽培（冬の暖かい気候を利用し、夏野菜を冬や春に出荷すること）でのビニールハウスの利用のことを「施設園芸農業」という。

## 特徴
- 大量に資本を投下する、年間の労働日数、単位面積当たりの労働にかかる費用の点で集約的農業である[2]。これは酪農にも共通した特徴である[2]が、園芸農業が最も集約的な農業であるといえる。
- コメやムギなどの主食の栽培は含まれない。

## 分類
一般的に都市（大消費地）との距離によって分類する。
- 近郊農業（都市と近い）
- 輸送園芸（都市と遠い）

## 乾燥地帯の園芸農業
中央アジア、サハラ砂漠、南アメリカ大陸の乾燥パンパのような乾燥した地域でも、オアシスの周囲や灌漑が行われている場合は園芸農業が展開する。生産物はブドウなどの果樹やタバコ・綿花・亜麻などの工芸作物である。